# Thomas Bopp
Thomas Bopp (Denver, 15 de outubro de 1949 – Phoenix, 5 de janeiro de 2018) foi um astrônomo amador norte-americano. Em 1995, descobriu o cometa Hale-Bopp; Alan Hale descobriu-o de forma independente quase ao mesmo tempo, e assim foi nomeado em homenagem a ambos. Na época da descoberta do cometa, ele era gerente de uma fábrica de materiais de construção e astrônomo amador. Na noite de 22 de julho, Bopp observava o céu com amigos no deserto do Arizona quando fez a descoberta. Foi o primeiro cometa que ele observou e ele estava usando um telescópio emprestado e construído em casa.

## Descoberta do cometa Hale-Bopp

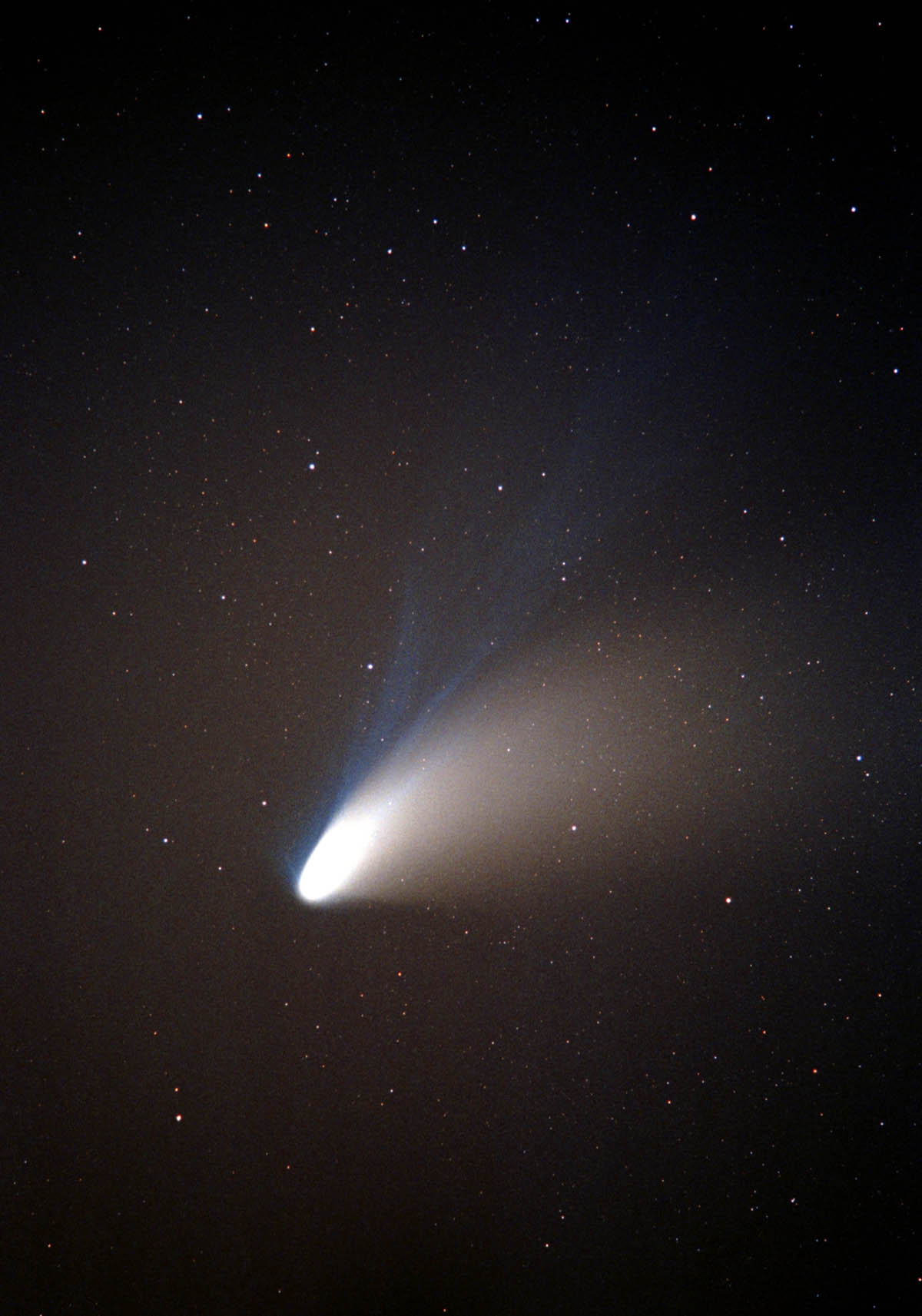
Cometa Hale-Bopp

Em 1980, Bopp mudou-se para Phoenix, Arizona, para trabalhar no departamento de peças de uma empresa de construção e continuou a frequentar clubes de astronomia na área local. Ele se juntou à North Phoenix Alternative Astronomical Society, um grupo não oficial de entusiastas fundado por Kevin Gill que se reuniu para observar no deserto do Arizona. Apesar de várias tentativas, antes de 1995, Bopp nunca havia observado um cometa. Nesta época, Bopp estava fazendo uso de um telescópio pertencente ao amigo Jim Stevens, um telescópio refletor de 17,5 polegadas. Na noite de 22 de julho de 1995, oito membros do clube se encontraram em um local não revelado perto de Vekol Ranch, noventa milhas ao sul de Phoenix e, como de costume, Stevens e Bopp estavam compartilhando tempo olhando através do telescópio de Stevens. Stevens tinha montado seu mais novo telescópio construído em casa e decidiu procurar aglomerados globulares. Stevens alinhou Messier 70 (M70) na constelação de Sagitário e chamou Bopp para olhar. Por volta das 23h. Bopp olhou para o telescópio e disse: "O que é esse outro objeto?" Stevens respondeu: "Você pode ter algo lá, Tom". Bopp mais tarde descreveu o que ele viu como "um pequeno brilho difuso" que ele inicialmente acreditou ser uma galáxia. Na mesma noite, o astrônomo profissional e experiente observador de cometas Alan Hale havia avistado a mesma coisa em sua casa em Cloudcroft, Novo México, enquanto ele estava matando o tempo esperando o cometa d'Arrest aparecer. Bopp, por outro lado, nunca tinha visto um cometa antes. Bopp e seus amigos verificaram cartas estelares e observaram o objeto por uma hora para determinar se ele estava se movendo. Bopp e outro membro do grupo, Bertie Sanden, fizeram desenhos de sua posição em relação a outras estrelas escuras próximas e, ao descobrir o movimento, Bopp tentou entrar em contato com o Central Bureau for Astronomical Telegrams da União Astronômica Internacional (IAU) em Cambridge, Massachusetts, a organização que registra todos os avistamentos astronômicos e os nomeia, para registrar oficialmente suas descobertas. Ao descobrir que seu celular não tinha cobertura no deserto, ele dirigiu em direção a casa, parando em um telefone público antes de perceber que não tinha o número de telefone. Em casa novamente, Bopp finalmente relatou o avistamento por telegrama à UAI. Bopp tomou o nome do instituto literalmente e enviou um telegrama via Western Union. Hale já havia enviado três e-mails com as coordenadas do cometa.
 

Bopp reconheceu mais tarde a descoberta casual,
Nunca pensei seriamente que encontraria algo assim. As chances de eu descobrir um cometa brilhante, algo que ocorre uma vez a cada 20 anos ou mais, eram astronomicamente pequenas. 
Na manhã seguinte, às 8h25, o escritório de Brian Marsden, diretor do Escritório Central de Telegramas Astronômicos, ligou para ele para confirmar que o avistamento era realmente um cometa.  O cometa recebeu o nome formal de Cometa 1995 O1, e três dias depois seu título completo C/1995 O1 (Hale-Bopp), designando o primeiro cometa encontrado durante a segunda metade do mês de julho de 1995. O nome de Hale precede o de Bopp porque o seu foi o primeiro relatório a chegar. É incerto quem foi o primeiro a descobri-lo, já que ambos o avistaram ao mesmo tempo. No dia seguinte, Hale telefonou para Bopp para se apresentar com as palavras: "Acho que temos algo em comum". Quando se encontraram em uma conferência, dois meses depois, Bopp disse à imprensa que estava feliz que Hale "se revelou um cara legal".